# Veenoord
Veenoord ist ein Ort in der Gemeinde Emmen in der niederländischen Provinz Drenthe. Bis zur Gemeindereform 1998 gehörte Veenoord zur bis dahin eigenständigen Gemeinde Sleen. Zusammen mit der unmittelbar angrenzenden Ortschaft Nieuw-Amsterdam wird Veenoord als Zwillingsdorf (niederländisch tweelingdorp) bezeichnet.

## Lage
Veenoord befindet sich am westlichen Rand des Gemeindegebiets von Emmen, etwa 6 Kilometer südlich des Ortes verläuft die deutsch-niederländische Grenze. Nördlich des Ortes verläuft der Rijksweg 37. Durch den Ort verläuft der Kanal Hoogeveense Vaart.
Veenoord liegt an der Bahnstrecke Zwolle–Stadskanaal. Eine Besonderheit ist das 1905 erstmals errichtete Bahnhofsgebäude: dieses befindet sich zwar auf Veenoorder Flur, der Ausgang führt jedoch über die Gemeindegrenze nach Nieuw Amsterdam. Die offizielle Bezeichnung des Bahnhofs lautet ebenfalls „Nieuw Amsterdam“.

### Nachbarorte
| Holsloot               | Ermerveen                                   | Barger-Erfscheidenveen |
| Den Hool               | Kompassrose, die auf Nachbargemeinden zeigt | Nieuw-Amsterdam        |
| Dalerveen Schimmelarij | Stieltjeskanaal                             | Zandpol                |

## Geschichte
Veenoord wurde um 1859 gegründet. Der Ortsname verweist auf die für die Provinz Drente typische Moorlandschaft (Veen = Fenn). Anders als viele der umliegenden Orte wurde Veenord jedoch nicht von Torfstechern gegründet, sondern entstand als Arbeitersiedlung im Zuge des Baus des Kanals Hoogeveense Vaart.
Die Torfindustrie siedelte sich vor allem im benachbarten Nieuw-Amsterdam an und verhalf der Gegend zu einem Aufschwung. Veenoord und Nieuw-Amsterdam wuchsen im Laufe der Zeit sowohl räumlich, als auch wirtschaftlich mehr und mehr zusammen, was den Orten schließlich den Beinamen Zwillingsdorf einbrachte.
Während des Zweiten Weltkriegs wurden 41 jüdische Einwohner aus Veenoord und Nieuw-Amsterdam ermordet. Zu ihrem Gedenken wurden im Jahr 2012 in den beiden Ortschaften insgesamt 12 Stolpersteine verlegt.

## Sehenswürdigkeiten
Direkt auf der Ortsgrenze zwischen Veenoord und Nieuw-Amsterdam befindet sich das Van Gogh Huis. In diesem, noch heute als Gastwirtschaft genutzten Haus lebte zwischen Oktober und Dezember 1883 der Maler Vincent van Gogh. Dessen damalige Unterkunft ist als Museum öffentlich zugänglich.
Am Kanal Hoogeveense Vaart befindet sich die Windmühle Nooitgedacht. Die Mühle wurde 1861 als erste Dorfmühle Veenoords erbaut und ist als Museum zugänglich. Umfassend saniert wurde die Windmühle in den Jahren 2004 und 2005.

## Sport
Auf dem Speedway Veenoord werden seit 1954 Motorradrennsport-Veranstaltungen durchgeführt.
In Veenoord und Nieuw-Amsterdam gibt es einen gemeinsamen Fußballverein, den SV Twedo (Sportvereniging Tweelingdorp, deutsch Sportvereinigung Zwillingsdorf). Die Heimspiele des Teams werden im Sportpark Veenoord ausgetragen.